# Серизи ла Сал
Серизи ла Сал (фр. Cerisy-la-Salle) насеље је и општина у северној Француској у региону Доња Нормандија, у департману Манш која припада префектури Кутанс.
По подацима из 2011. године у општини је живело 1010 становника, а густина насељености је износила 59,91 становника/km². Општина се простире на површини од 16,86 km². Налази се на средњој надморској висини од 135 метара (максималној 169 m, а минималној 58 m).

## Демографија
| 1962. | 1968. | 1975. | 1982. | 1990. | 1999. | 2011. |
| ----- | ----- | ----- | ----- | ----- | ----- | ----- |
| 988   | 1.031 | 966   | 912   | 1.004 | 937   | 1.010 |

График промене броја становника у току последњих година